# Proceratophrys izecksohni
Proceratophrys izecksohni é uma espécie de anfíbio da família Odontophrynidae. Endêmica do Brasil, pode ser encontrada nos municípios de Angra dos Reis, Itaguaí, Mangaratiba e Paraty no estado do Rio de Janeiro.